# 竹林院 (奈良県吉野町)

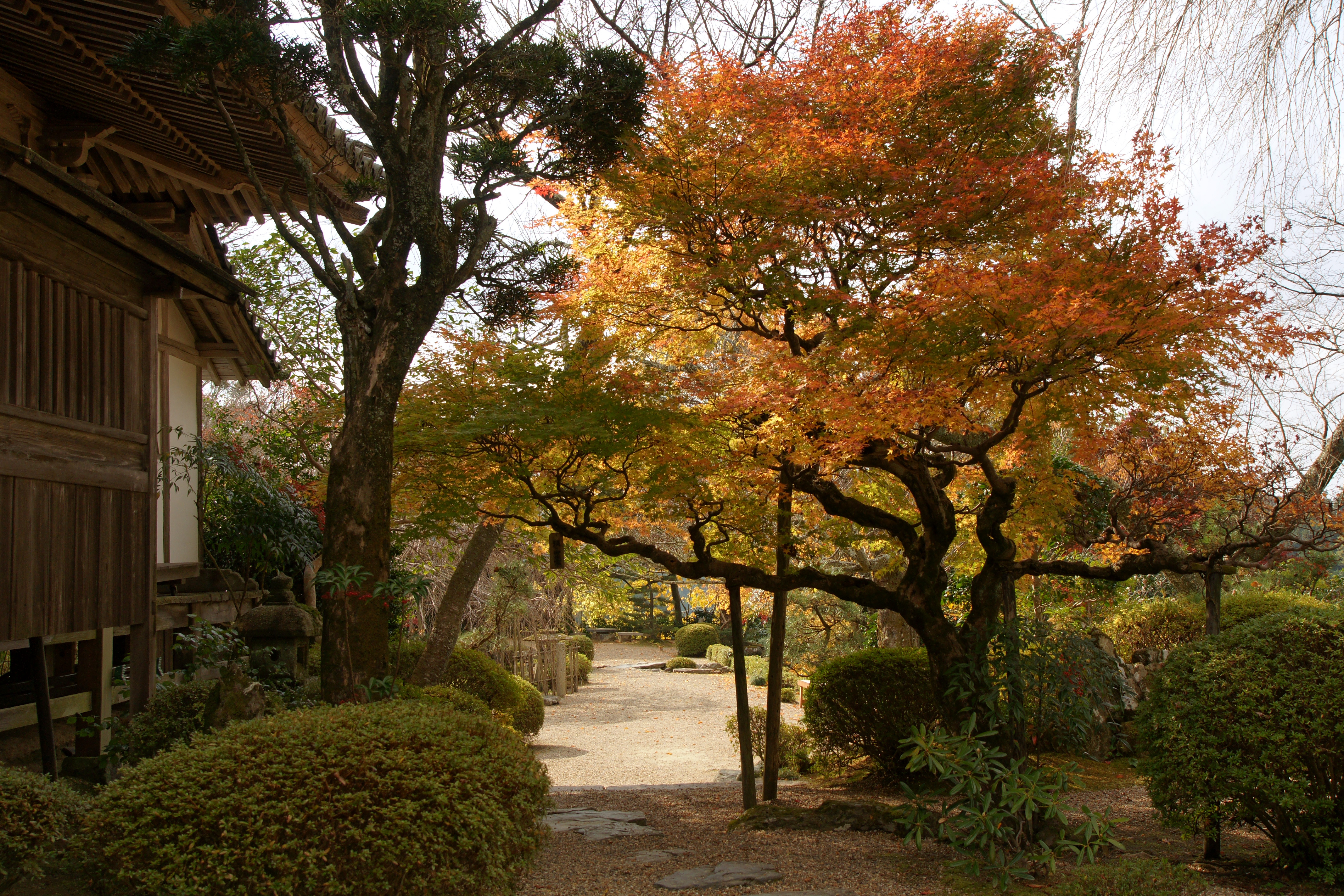
群芳園入口

竹林院（ちくりんいん）は、奈良県吉野郡吉野町吉野山にある単立の寺院。本尊は不動明王、蔵王権現、役行者、弘法大師。大峯山寺の護持院の1つである。宿坊竹林院群芳園で知られる。

## 歴史
寺伝によれば、聖徳太子が開創して椿山寺と号し、その後弘仁年間（810年～824年）空海が入り常泉寺と称したという。1385年（至徳2年/元中2年）に竹林院と改められた。戦国時代の院主尊祐は弓道に優れ一派をなした。明治初年の神仏分離に伴い1874年（明治7年）廃寺となったが、その後天台宗の寺院として復興、第二次世界大戦後の1948年（昭和23年）現在の修験道系統の単立寺院となった。役行者霊蹟札所。
1981年（昭和56年）には、全国植樹祭のために奈良県に行幸した昭和天皇の行在所になった。

## 群芳園
大和三庭園の一つとされる回遊式庭園。千利休の作、細川幽斎の改修と伝わる。

## 文化財
- 重要文化財 - 紙本墨書慶長十九年五山衆試文稿
- 木造童形神坐像（伝聖徳太子坐像）